# Plankendorp
Plankendorp is een buurtschap in de gemeente Noord-Beveland in de Nederlandse provincie Zeeland. De buurtschap is gelegen aan de Stekeldijk en de Langeweg. Plankendorp bestaat uit zo'n tien dijkhuisjes.

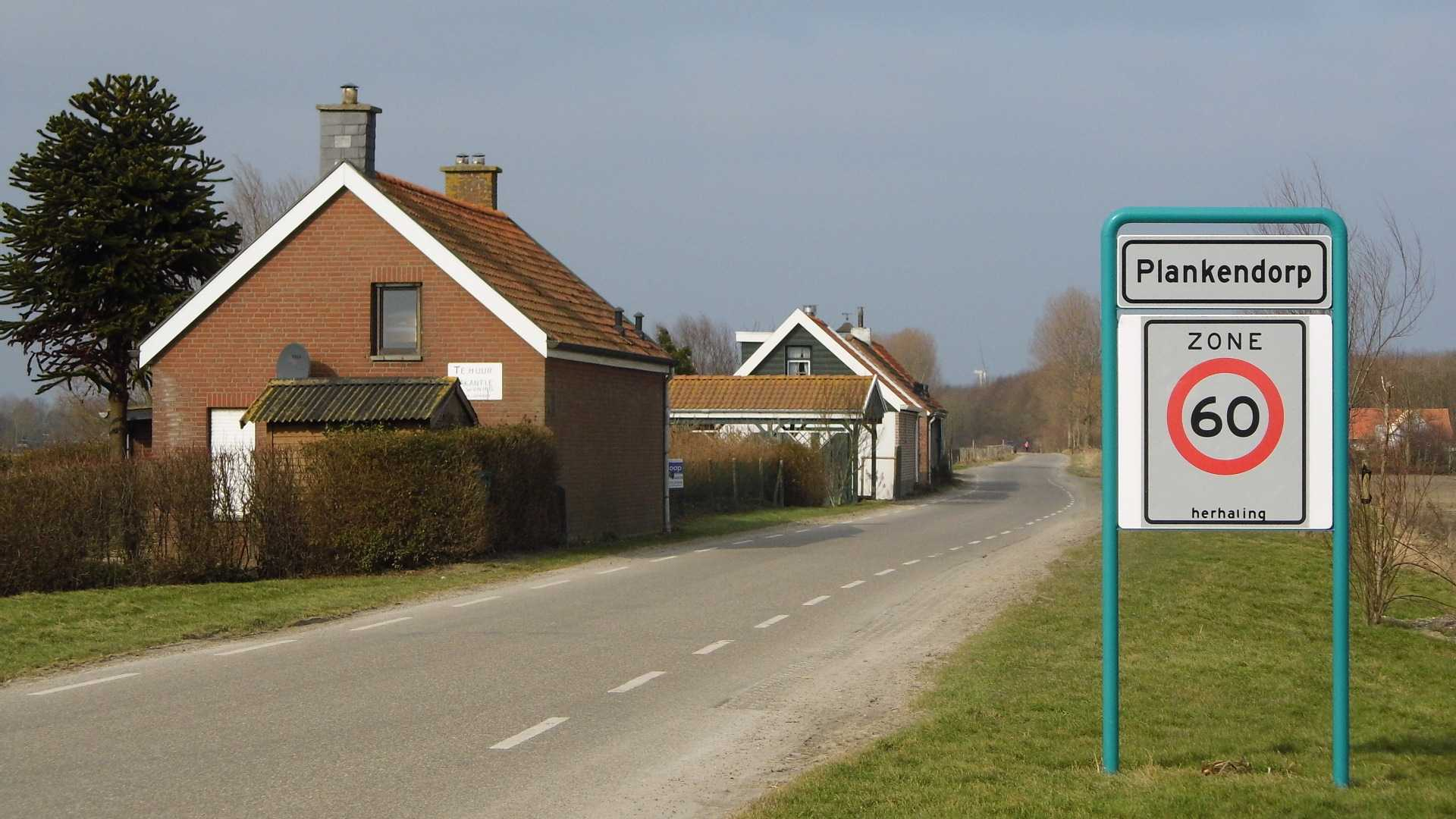
Plankendorp met kombord
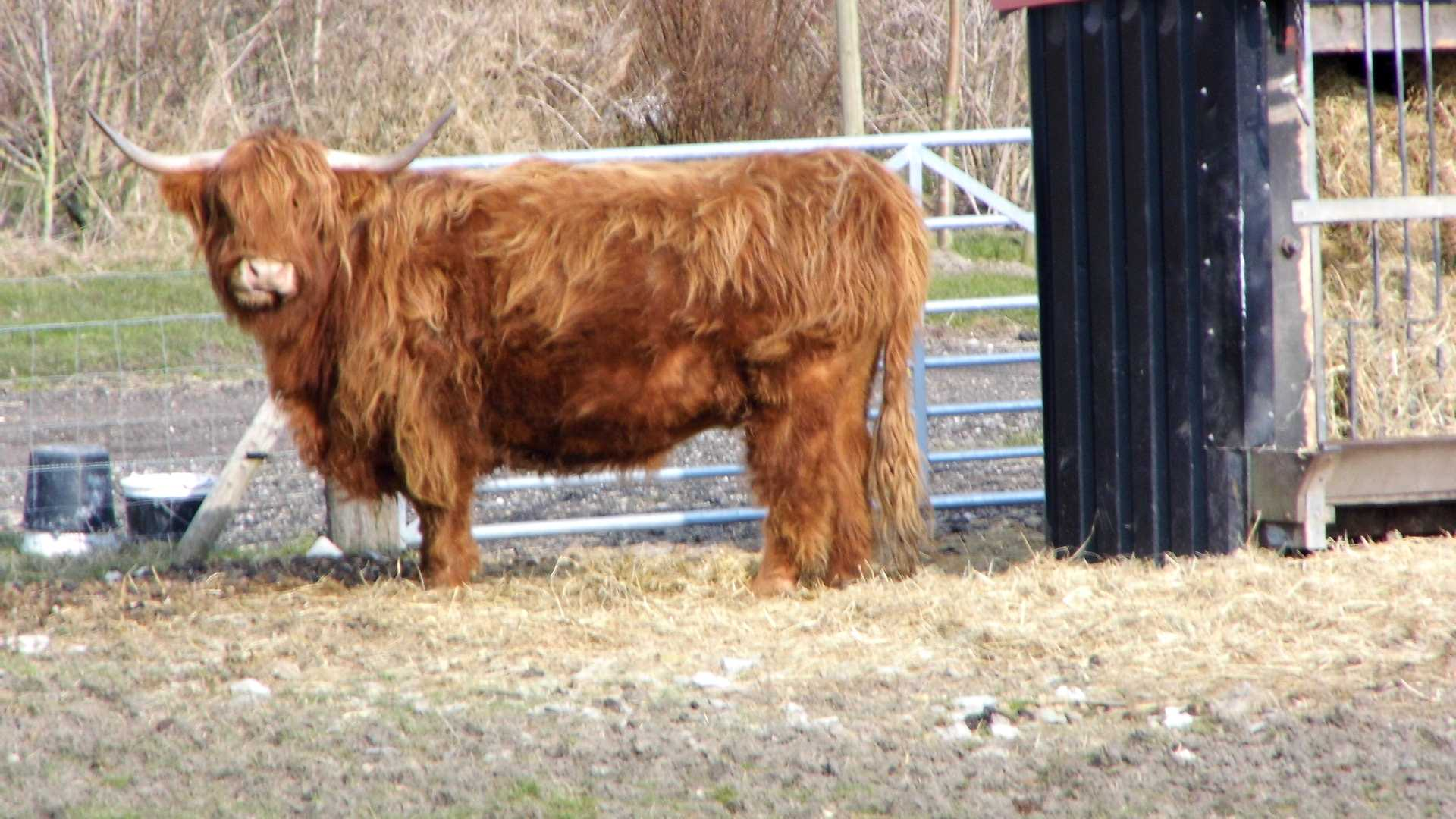
Gallowayrund beneden de Stekeldijk
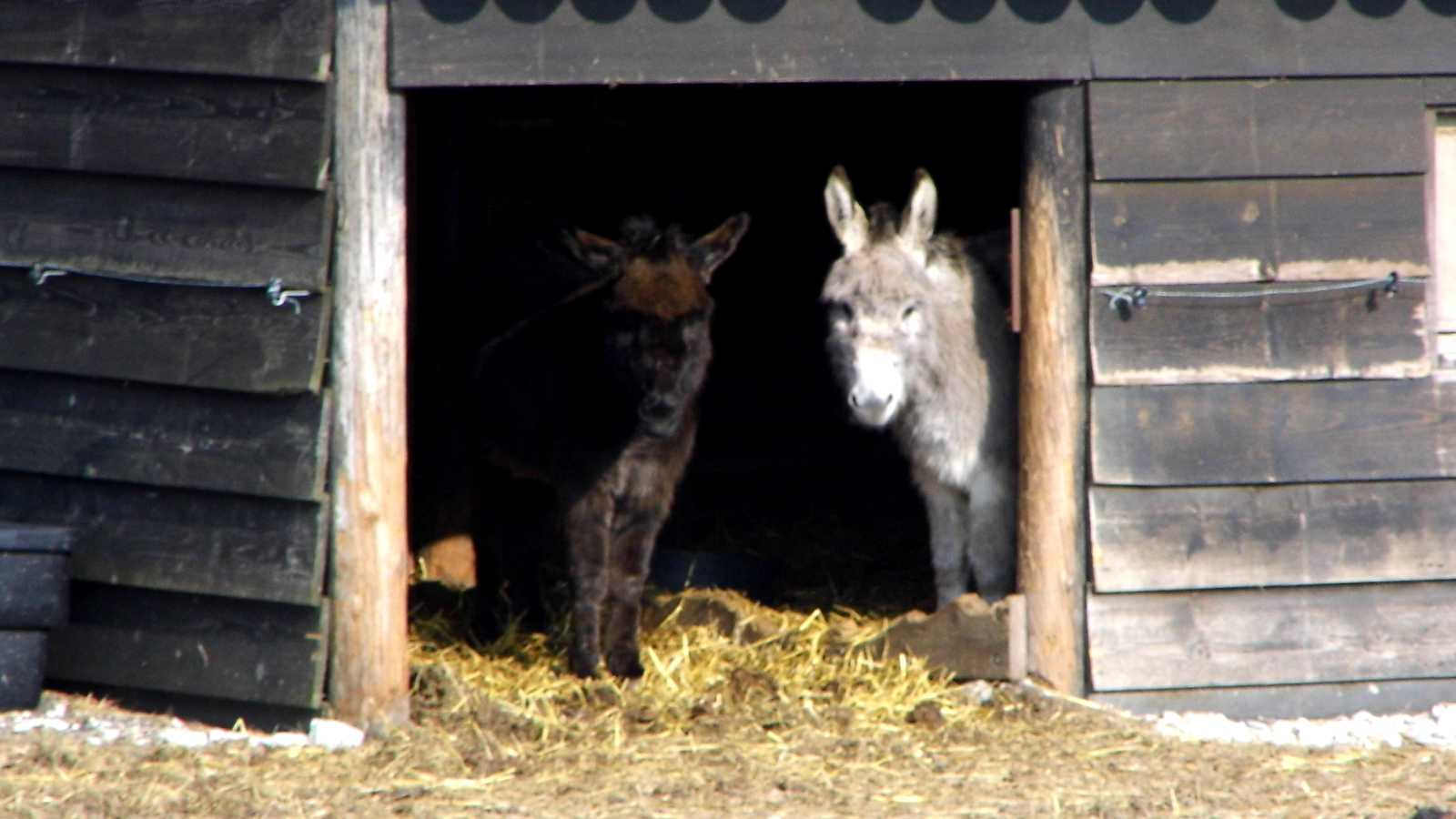
Ezels beneden de Stekeldijk

Stad: Kortgene

Dorpen: Colijnsplaat · Geersdijk · Kamperland · Kats · Wissenkerke

Buurtschappen: Campensnieuwland · Jacoba · Plankendorp · Stroodorp

Zeeland: Steden en dorpen in Zeeland      Nederland: Provincies · Gemeenten